# 永吉里 (高雄市)
永吉里位於臺灣高雄市內門區，設立於1945年，當時稱「永吉村」，後來因2010年行政區改制而更名為里。該里北接溝坪里與永興里，東鄰旗山區大林里，南邊則跟永富里、石坑里接壤，西邊則是木柵里。該里東西兩側為丘陵、山地，溝坪溪則流經中間的盆地。

## 聚落
- 田螺窟
- 無尾崙
- 外石門（石門坑仔）

## 宗教信仰
- 田螺窟朝元宮
- 田螺窟中聖宮
- 田螺窟順天府
- 玉門蓮華精舍
- 太和明山宮

## 農特產
該里以檸檬、荔枝、龍眼、番石榴、鳳梨及芒果等為農特產。